# Pixidi

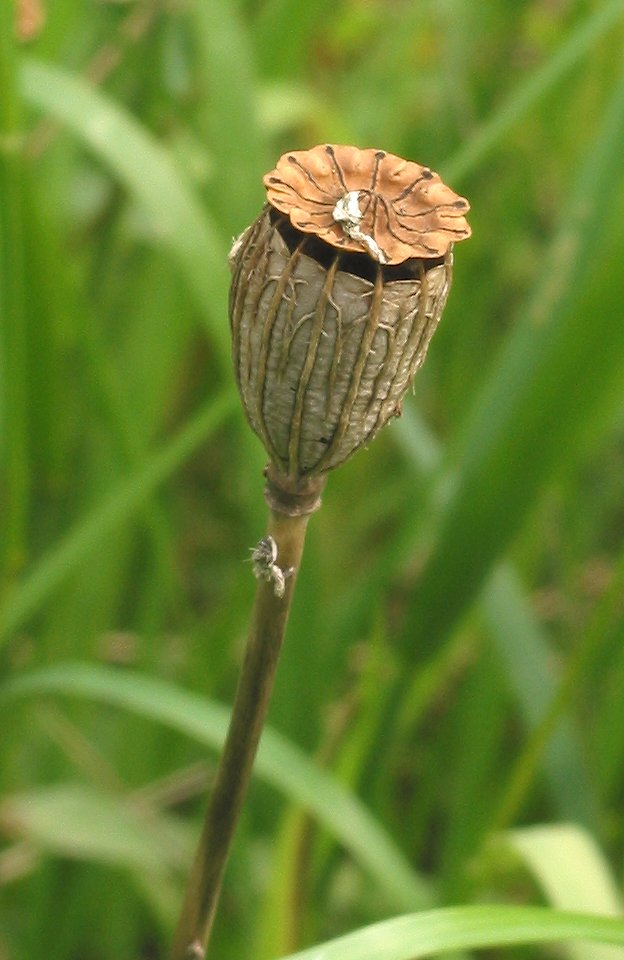
Pixidi de la rosella (Papaver rhoeas)

Un pixidi (en llatí pixidium, un tipus de capsa) és un tipus de fruit en càpsula diferenciat per la forma d'obertura transversal circular que en separa l'opercle.
Prové de diversos carpels. La part superior que és separable s'anomena opercle i la part inferior que porta les llavors s'anomena urna.
Un exemple de pixidi és la càpsula que formen les roselles i altres papaveràcies en madurar.